# بخش وادینسکی
بخش وادینسکی (به لاتین: Vadinsky District) یک منطقهٔ مسکونی در روسیه است که در استان پنزا واقع شده‌است.